# Jorge Luis Martínez
Jorge Luis Martínez, vollständiger Name Jorge Luis Martínez Ramos, (* 3. November 1983 in Trinidad) ist ein ehemaliger uruguayischer Fußballspieler.

## Karriere
Jorge Martínez stand zu Beginn seiner Karriere in der Saison 2002/03 in Reihen der Mannschaft von Nueva Chicago. In der Spielzeit 2006/07 war er beim Club Atlético Temperley aktiv. 2007/08 sind zwei Karrierestationen bei Gimnasia y Esgrima de Mendoza und San Marcos de Arica notiert. Für den Zeitraum 2008/09 werden Engagements bei AC Mineros de Guayana, Minerven Margarita und erneut San Marcos de Arica geführt. Spätestens in der Saison 2009/10 schloss er sich Curicó Unido an. 2010 lief er bei den Chilenen zwölfmal (kein Tor) in der Primera B auf. Anfang Januar 2012 verließ er den Klub und wechselte zum AC Barnechea. Für den Klub aus der Metropolregion Santiago bestritt er 20 Partien (ein Tor) in der Primera B und zwei Aufstiegsspiele. Zudem kam er fünfmal in der Copa Chile zum Einsatz und erzielte dabei zwei Treffer. Im Juli 2014 verpflichtete ihn der CA Mitre, bei dem er sieben Ligaspiele bestritt.